# Сангалло, Антонио да (младший)
Антонио да Сангалло Младший (итал. Antonio da Sangallo il Giovane; 12 апреля 1484, Флоренция — 3 августа 1546, Терни, Умбрия) — итальянский архитектор и инженер-фортификатор эпохи Высокого Возрождения флорентийской школы. Племянник и ученик Джулиано да Сангалло и Антонио да Сангалло Старшего.

## Жизнь и творчество
Сангалло родился во Флоренции, в семье Бартоломео Пиччони. Его настоящее имя Антонио ди Бартоломео Кордини (итал. Antonio di Bartolomeo Cordini). Антонио, как и его дядя Антонио да Сангалло Старший, был представителем большой семьи мастеров, его дед Франческо Джамберти был плотником, а сам он обучался в среде ремесленников, резчиков, каменщиков и скульпторов Флоренции второй половины XV века.
Прозвание «Сангалло» происходит от наименования августинского монастыря во Флоренции у Ворот Сан-Галло (итал. Porta San Gallo). Старшие братья Джулиано и Антонио много лет жили за пределами ворот Сан-Галло, были строителями монастыря. Дж. Вазари писал, что молодой Сангалло последовал за своими дядьями в Рим, чтобы овладеть мастерством архитектора; в конце концов он взял себе имя «Sangallo». Вместо того, чтобы стать учеником художника, он пошёл в ученики к плотнику, но вскоре стал помощником Донато Браманте.
C 1503 года Антонио да Сангалло работал помощником Рафаэля и Браманте на возведении пилонов купола собора Святого Петра. Когда Браманте умер в 1514 году, Сангалло вместе с Рафаэлем и Джованни Джокондо был назначен папой Львом X для наблюдения за строительством базилики Святого Петра. Возглавив после смерти Рафаэля в 1520 году вместе с Бальдассаре Перуцци строительство собора, Сангалло предложил план в виде латинского креста (позднее проектом Микеланджело 1547 года он был изменён на равноконечный). В качестве «капомаэстро» (главного строителя) Сангалло Младший много лет руководил строительством. Он также создал проект базилики, деревянная модель которой сохранилась. Сангалло много работал над апартаментами Ватикана, построив Капеллу Паолина и Царский зал (Sala Regia), соединяющиеся с Сикстинской капеллой и Царской лестницей (Scala Regia), которая служит главным входом в Апостольский дворец (перестроена в 1663—1666 годах по заказу папы Александра VII по проекту архитектора римского барокко Джованни Лоренцо Бернини.
Сангалло был одним из немногих художников, нанятых кардиналом Джулио Медичи, будущим папой Климентом VII, для завершения проекта виллы Мадама, начатого скончавшимся в 1520 году Рафаэлем. Благодаря этим проектам Сангалло приобрел репутацию опытного архитектора в Риме.
В 1507 году Сангалло получил заказ на строительство церкви Санта-Мария-ди-Лорето. Его проект предусматривал квадратный в плане первый этаж и восьмиугольный второй ярус; купол и фонарь были закончены много лет спустя. Сангалло также привлёк внимание кардинала Алессандро Фарнезе (с 1534 года папа Павел III), от которого он получал постоянные задания. В 1517—1546 годах Сангалло возводил в Риме Палаццо Фарнезе (строительство с 1546 года продолжали Микеланджело и Джакомо Бароцио да Виньола). Для семьи Фарнезе он проектировал дворец (позднее разрушен) и церковь Санта-Мария-Маддалена в городе Градоли. Он также проектировал укрепления для Капо-ди-Монте и Капраролы. В 1521 году архитектор начал строительство Виллы Фарнезе в Капрароле, завершённое Виньолой.
Некоторое время спустя Сангалло был нанят для строительства фундамента церкви Сан-Джованни-деи-Фиорентини на берегу Тибра. По проекту Якопо Сансовино церковь должна была выходить к реке, что было сложной задачей, учитывая неустойчивый берег. Сангалло успешно завершил фундамент, хотя и с такими затратами, что денег на строительство церкви уже не хватило. Таким образом, модель, разработанная Сангалло для церкви, не была построена, а строительство по проекту Джакомо делла Порта не было начато до 1583 года.
Ещё одним проектом была базилика Санта-Каза в Лорето. Сангалло перепроектировал церковь и укрепил фундамент. Антонио да Сангалло строил укрепления в Парме (1525). К зрелым постройкам Антонио да Сангалло Младшего относят банк Санто-Спирито (1523—1524) и палаццо Саккетти (1543) в Риме.
Антонио да Сангалло канонизировал тип классического городского палаццо с точно найденными пропорциями поэтажных членений фасада, массивными карнизами и наличниками окон, рустовкой первого этажа. В этом он предвосхитил многие достижения римского барокко последующего времени.
Архитектор похоронен в базилике Святого Петра со следующей эпитафией:
ANTONIO SANCTI GALLI FLORENTINO, URBE MUNIENDA AC PUB.
OPERIBUS, PRAECIPUEQUE D. PETRI TEMPLO ORNAN. ARCHITECTORUM
FACILE PRINCIPI, DUM VELINI LACUS EMISSIONEM PARAT, PAULO PONT.
MAX. AUCTORE, INTERAMNAE INTEMPESTIVE EXTINCTO ISABELLA DETA
UXOR MOESTISS. POSUIT 1546, III. CALEND. OCTOBRIS.

## Галерея: основные проекты и постройки
- Проект фасада собора Святого Петра в Ватикане (чертёж на основе макета, 1548)
- Браманте-Сангалло Младший. Проект Апостольского дворца. Деталь макета Ватикана, Музеи Ватикана
- Церковь Санта-Мария-ди-Лорето в Риме. Проект 1507 г.
- Х. Ф. ван Линт. Вид церкви Сан-Джованни-деи-Фиорентини в Риме. 1739. Холст, масло. Частное собрание
- Капелла Паолина в Ватикане. 1537
- Коронация Козимо I Медичи как великого герцога Тосканы в Царском зале Ватикана. Гравюра 1570 г.
- Монумент папе Клименту VII в церкви Санта-Мария-сопра-Минерва в Риме
- Монумент папе Льву X в церкви Санта-Мария-сопра-Минерва в Риме